# Vonkenkamer

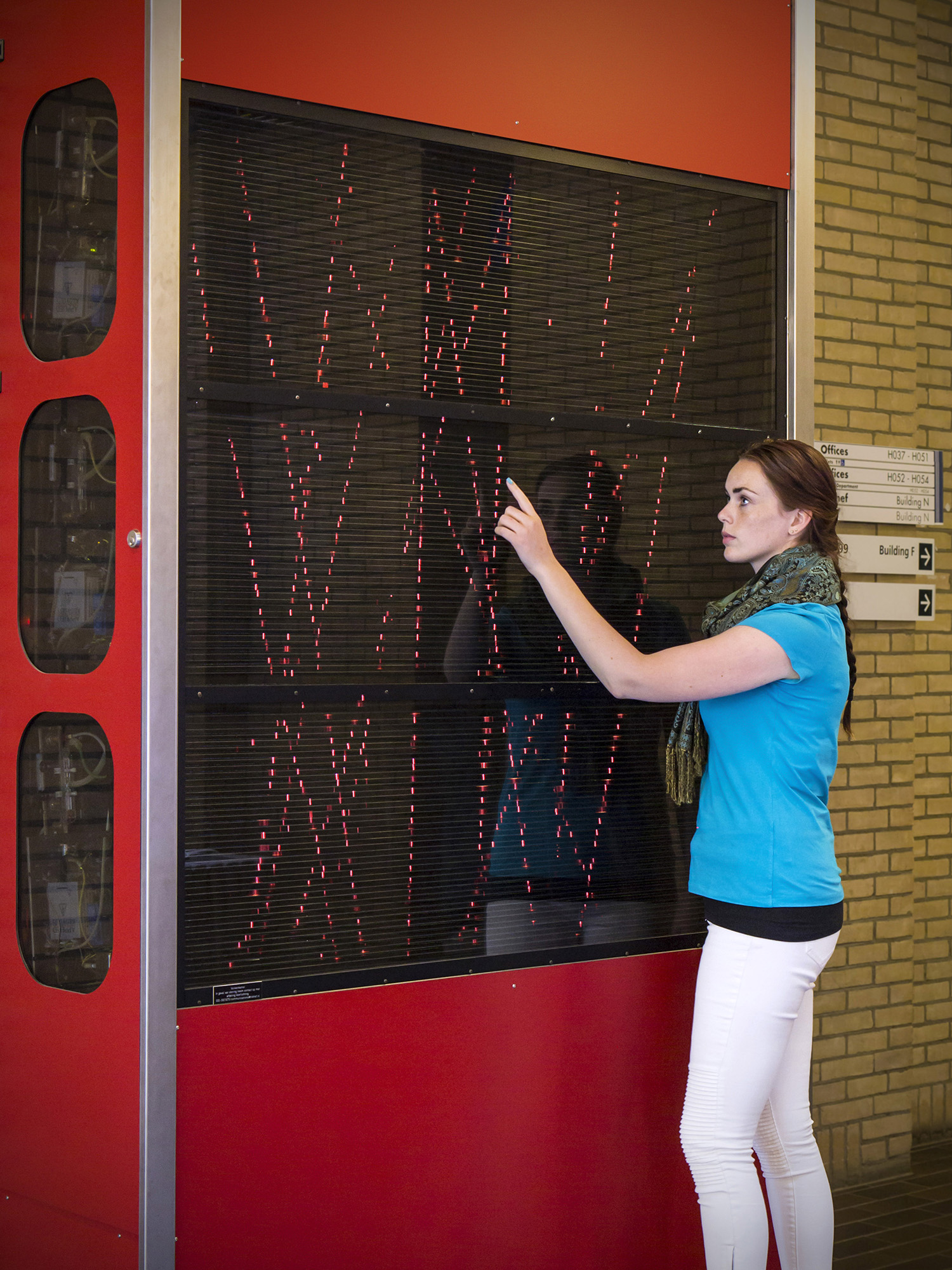
Demonstratie vonkenkamer

Een vonkenkamer is een instrument waarmee elektrisch geladen deeltjes zichtbaar gemaakt kunnen worden. Dit gebeurt door vonkoverslag tussen twee elektrodes met een groot potentiaalverschil. Detectoren gebaseerd op deze techniek werden tot 1970 gebruikt bij botsingsexperimenten in deeltjesversnellers. Nu wordt deze techniek vooral  toegepast om kosmische straling aanschouwelijk te maken.

## Werking
Een aantal aluminium platen zijn met een tussenruimte van circa één centimeter op elkaar gestapeld en elektrisch van elkaar geïsoleerd. De gestapelde platen bevinden zich in een kleine, afgesloten kamer met een doorzichtig venster. De kamer wordt gevuld met een gasmengsel van helium en neon. De platen in de kamer zijn om en om elektrisch geaard. Boven en onder de kamer ligt een speciale kunststoflaag (scintillator) die een lichtflitsje produceert als een geladen deeltje de laag passeert. Met speciale lichtgevoelige detectoren worden deze lichtflitsen waargenomen. Indien zo'n lichtflitsje tegelijkertijd optreedt in beide platen moet er een deeltje door de kamer zijn gegaan.
Op dat moment zorgt een elektronische schakeling ervoor dat op de tussenliggende aluminium platen momentaan een hoogspanning van vijf kilovolt wordt gezet. Langs de baan van het deeltje worden in het gas ionen gevormd. Omdat ionen elektriciteit geleiden, zal op die plek kortsluiting ofwel doorslag optreden en zien we een vonk tussen de platen waar het deeltje is gepasseerd. De keuze van het gasmengsel bepaalt de helderheid en de kleur van de vonk. Juist omdat er vele platen boven elkaar liggen is de baan van het deeltje goed te zien.